# Parakarungu
Parakarungu is een dorp in het district North-West in Botswana. De plaats telt 845 inwoners (2011).